# El Campo de Peñaranda
El Campo de Peñaranda település Spanyolországban, Salamanca tartományban.  Lakosainak száma 250 fő (2024).

## Népesség
A település népessége az elmúlt években az alábbi módon változott:
| Lakosok száma | 383  | 356  | 330  | 317  | 299  | 284  | 271  | 261  | 263  | 250  |
|               | 2001 | 2004 | 2007 | 2009 | 2012 | 2014 | 2017 | 2019 | 2022 | 2024 |